# Janez Tavčar
Janez Tavčar, niem. Joannes Tautscher (ur. ok. 1544 r., zm. 24 sierpnia 1597 r. w Grazu) – duchowny katolicki, ósmy biskup ordynariusz katolickiej diecezji lublańskiej, sprawujący pontyfikat od 1580 roku.

## Życiorys
Urodził się około 1544 roku w rodzinie chłopskiej we wsi Stanjel w Krainie. Studiował teologię w Wiedniu. Święcenia kapłańskie otrzymał 27 marca 1569 roku. Bezpośrednio potem pracował duszpastersko jako kapłan w parafiach na terenie dzisiejszej Słowenii. Po śmierci biskupa Baltazara Radliča został zaproponowany przez władze świeckie na nowego ordynariusza lublańskiego. W 1580 roku papież Grzegorz XIII zatwierdził ten wybór. Sakrę biskupią otrzymał w sierpniu tego samego roku.
Biskup Tavčar objął rządy w diecezji 30 października 1580 roku. Rzadko przebywał w Lublanie, rezydując w swojej rezydencji w Gornjim Gradzie. Zmarł w Grazu w 1597 roku.